# Невросемантика
Невросемантиката е наука, произлязла от Невролингвистичното програмиране. Създадена от д-р Майкъл Хол и Боб Боденхамер, д-р по медицина, като обогатяване и синтез на НЛП и общата семантика.

## Същност
Невросемантиката се отнася до приемането, че когато човек създава значения (от тук името семантика) в своя ум, тези значения се въплътяват в неговото тяло и нервна система (а оттук – невро). И когато едно нещо има определено значение за човек, той го усеща с тялото си. Така че всъщност човек преживява тези значения като негови „емоции“. Умствено, човек преценява тези значения като стойности, идеи, вярвания, разбирания, парадигми, ментални модели, умствени рамки и т.н.
НС е модел, който описва как се създават значения чрез класифициране, асоцииране и оценяване на това, което изпитваме. И как това, което ние създаваме като значения, определя нашите действия.
Авто-тренинги на базата на невросемантичните модели се смята, че осигуряват лидери, мениджъри и т.н. бизнес отговорни лица, и обикновени хора със средства да се справят с разнородни проблеми като обширно обслужване на клиенти, решаване на проблеми и т.н

## Приложна наука
Невросемантиката може да стъпва върху теоретичните постановки на невро-лингвистичното програмиране, като добавя и някои по-специфични твърдения, но като цяло е една приложна наука. Нейните цели са съвсем практични.
НС може да се определи като един по-специфичен автотренинг. Или един по-обигран автотренинг. Буквално:

Neuro-Semantics is a twenty-first century model for awakening our inner intelligence to more effectively cope with life. On the personal level, it is a pathway to self-mastery and success.
НС е модел от 21 век за пробуждане на вътрешната интелигентност за по-ефективно справяне с живота. На лично ниво, това е път за самоусъвършенстване и успех.
цитатът е взет от The International Society of Neuro-Semantics®

## Жълтини
Невросемнтиката се смята за лъженаука. Многозначителни изрази като Matrix coaching (прев. от английски – матрично психоанализиране), използвани от невросемантиците, имат сериозен принос за това.